# Tonnoiriella arcuata
Tonnoiriella arcuata és una espècie d'insecte dípter pertanyent a la família dels psicòdids que es troba a Geòrgia: Abkhàzia.